# ای‌اف۵
ای‌اف۵ (به انگلیسی: EF5) یک ترکیب شیمیایی با شناسه پاب‌کم ۳۸۹۰۵۳ است. 